# 알랭 로브그리예

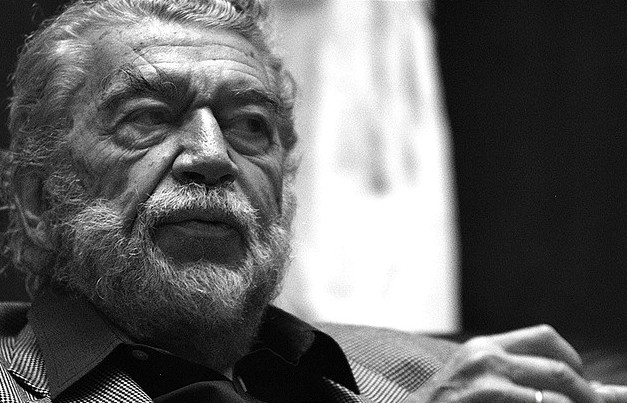

알랭 로브그리예(Alain Robbe-Grillet, 1922년 8월 18일~2008년 2월 18일)는 프랑스의 소설가, 영화감독이다.
브레스트에서 출생했으며, 통계기사로 열대 지방에 오래 체재하였다. 소설 《엿보는 사람》, 《변태》(1955, 비평가상), 《질투》(1957), 《미로에서》(1959) 외 시네로망 《지난 해 마리엥바드에서》(1961)가 있고 평론은 〈새로운 소설을 위하여〉(1963) 등으로 누보로망의 기수로서의 위치를 확립했다. "미래의 소설에는 행동이나 사물도 '무엇인가'이기 전에 '그곳에' 엄연히 존재하는 것이 된다"라 하여 인간중심의 '의미 부여'를 배척했기 때문에 '시선파(視線派)'라고도 말한다.
그러나 일견 비정한 시선이 실은 극히 주관적인 이미지를 정착하는 데 독자적인 효과를 올릴 수 있었다. 그 밖의 작품으로 《고무 지우개》(1953), 《질투》(1953), 《미로에서》(1959)가 있다. 현대 소설가의 본질적인 책임을 "우리가 살고 있는 현상적 세계의 표면의 배후에 미(美)가 숨겨져 있다고 하는, 예부터의 심각한 신화를 파괴하는 것"이라 정의한다. 《뉴욕에서 혁명을 고안하다》(1970)에서는 에로티시즘과 고통의 현장을 거장의 필치로 승화시키고 있다.

## 같이 보기
- 메타픽션